# Isla Horsburgh
Isla Horsburgh (en inglés: Horsburgh Island; en malayo: Pulo Luar o Pulu Luar) es una de las Islas Cocos (Keeling), un territorio externo de Australia. Su superficie es de 1,04 kilómetros cuadrados. Hay una pequeña laguna en el interior de la isla hacia el noreste.
Esta isla debe su nombre a James Horsburgh, hidrógrafo de la Compañía de la Indias occidentales (East India Company).